# Fredy Guarín
Fredy Alejandro Guarín Vásquez (født 30. juni 1986 i Puerto Boyacá, Colombia) er en colombiansk fodboldspiller (central/højre midtbane). Han spiller hos Shanghai Greenland Shenhua F.C. i Chinese Super League (中超联赛) eller CSL, som er den højest rangerede fodboldliga i Kina.
Guarín, der startede sin seniorkarriere hos Envigado i hjemlandet, har spillet i Europa siden 2006. Fra 2008-2012 spillede han for FC Porto i den portugisiske liga, hvor han blandt andet var med til at vinde UEFA Europa League 2010-11. I maj 2013 blev han solgt til Inter i Italien for en pris svarende til 82 millioner danske kroner.  Den 26. januar 2016, blev Guarin købt af kinesiske Shanghai Greenland Shenhua F.C. fra Chinese Super League for €11 millioner plus fremtidige bonuser.

## Landshold
Guarín har (pr. marts 2018) spillet 57 kampe og scoret fem mål for Colombias landshold, som han debuterede for 24. maj 2006 i et opgør mod Ecuador. Han var en del af den colombianske trup til VM i 2014 i Brasilien.